# Вручення персня дожу
«Вручення персня дожу» (італ. Presentazione dell'anello al doge) — картина італійського живописця Паріса Бордоне (1500–1571), представника венеційської школи. Створена близько 1535 року. Зберігається в колекції Галереї Академії у Венеції.

## Історія
Картина була написана на замовлення братства святого Марка для зали Альберго і складає частину циклу, присвяченому життю цього святого. З 1815 року у колекції Галереї Академії у Венеції. 
Картина — одне з нечисленних історичних монументальних полотен Бордоне, що збереглись. Картина вважається шедевром художника і є одним з найперших зразків декоративно-архітектурних побудов, що було ще незвичним для венеціанського мистецтва того часу.

## Опис

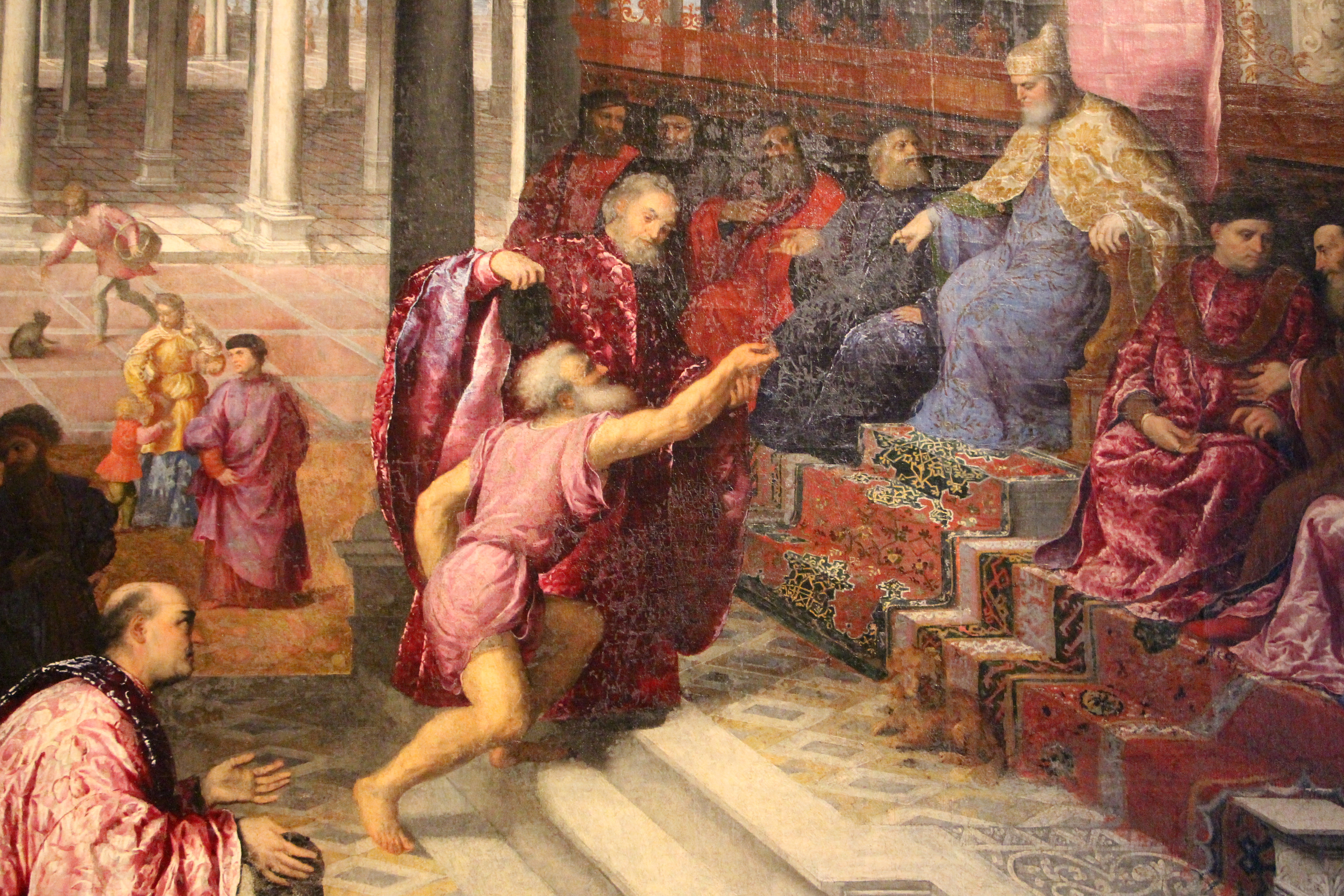
Деталь

В основі сюжету лежить легенда, що бере початок у XVI ст., за якою рибак приносить дожу Венеції перстень, подарований святим Марком у доказ про диво, що сталося минулої ночі, коли святі Марк, Георгій і Теодор (за іншою версією — Миколай), патрони Венеції, разом з рибаком у відкритому морі, під час сильного шторму, розбили корабель з демонами, що направлялися до міста, аби зруйнувати його. Після перемоги святий Марк звернувся до рибака з промовою про те, що він буде захищати своє місто і надалі, а в знак доказу попрохав передати дожу Барталомео Граденіго (на полотні — Андреа Грітті) свій перстень. За переказами, перстень зберігається у ризниці базиліки. 
Бордоне, використовуючи фарби холодних і яскравих тонів, змальовує сцену на фоні складних архітектурних декорацій, що нагадують по формі Палац дожів і навіяні теоретичними пошуками Себастьяно Серліо; зокрема, конструкція сходів безпосередньо запозичена з його другої книги «Трактату з архітектури». Навколо дожа зображені сенатори, а ліворуч голова і деякі члени братства святого Марка.